# Rio de San Salvador
Le rio di San Salvadore (en vénitien Rio de San Salvador; canal Saint-Sauveur) ou rio del Lovo est un canal de Venise dans le sestiere de San Marco.

## Origine
- Le nom provient de l'Église San Salvador, proche.
- Le nom de famille Lovo se retrouve dans les registres des XVIe et XVIIe siècles. En 1675, pour éponger une dette de Pasqualin Pizzoni, un Luigi Lovo fit vendre publiquement l'autel de Saint Lorenzo, que le premier possédait en l'église San Salvador. Le mot vénitien lovo signifie aussi loup ou stockfish.

## Description
Ce rio est une voie très usitée des gondoliers. Il relie le confluent du rio dei Ferali, rio dei Bareteri et rio dei Scoacamini en sens nord-ouest avec le Grand Canal.

Le rio passe d'abord sous le ponte de le Balote sur la calle éponyme. Les ballotte ou pallottole désignaient les ballots utilisées dans l'élection du doge, d'abord fabriqués en cire, ensuite en lin.

Plus vers le nord-ouest, le rio passe sous le ponte del Lovo, reliant la calle du même nom à la calle del Teatro, référence au théâtre Carlo-Goldoni, tout proche. 

Finalement, le rio longe la Scuola Grande di San Teodoro  sur son flanc est avant de déboucher sous le ponte Ludovico Manin sur le Grand Canal entre le Palais Dolfin Manin(it) (est) et le Palais Bembo(it) (ouest). Ce pont relie riva del Ferro et Riva del Carbon.

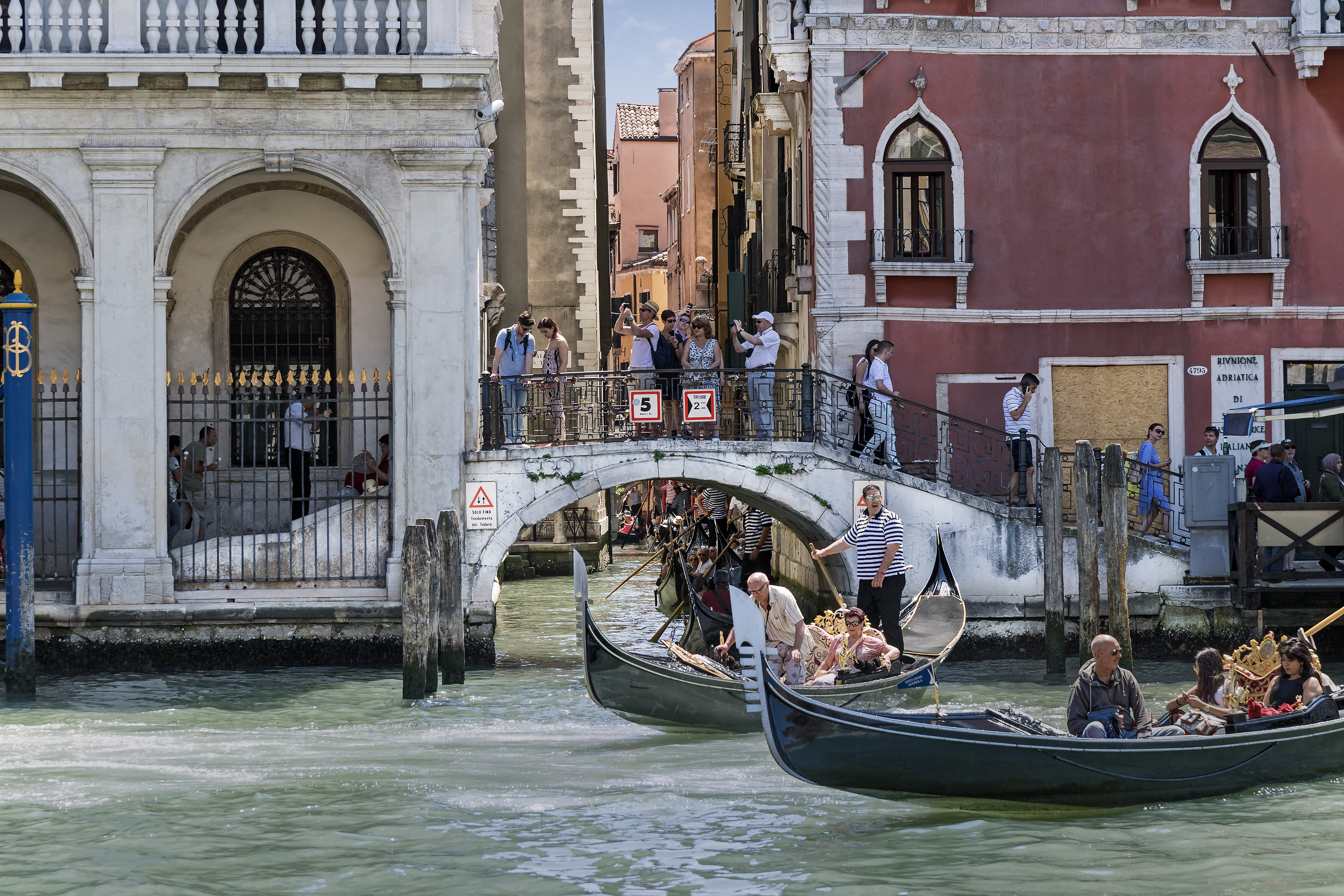
Ponte Manin vue du Grand Canal
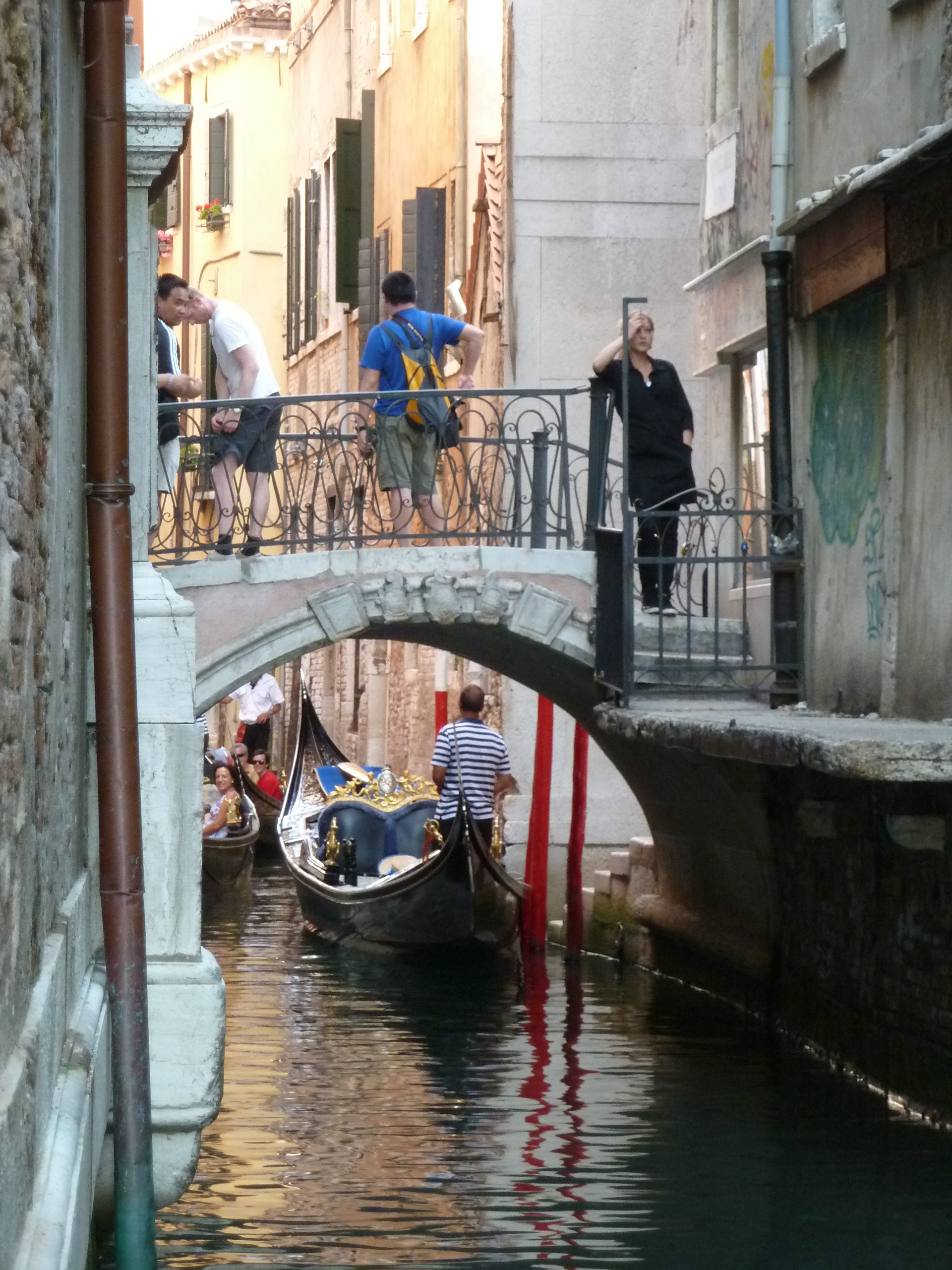
ponte del Lovo
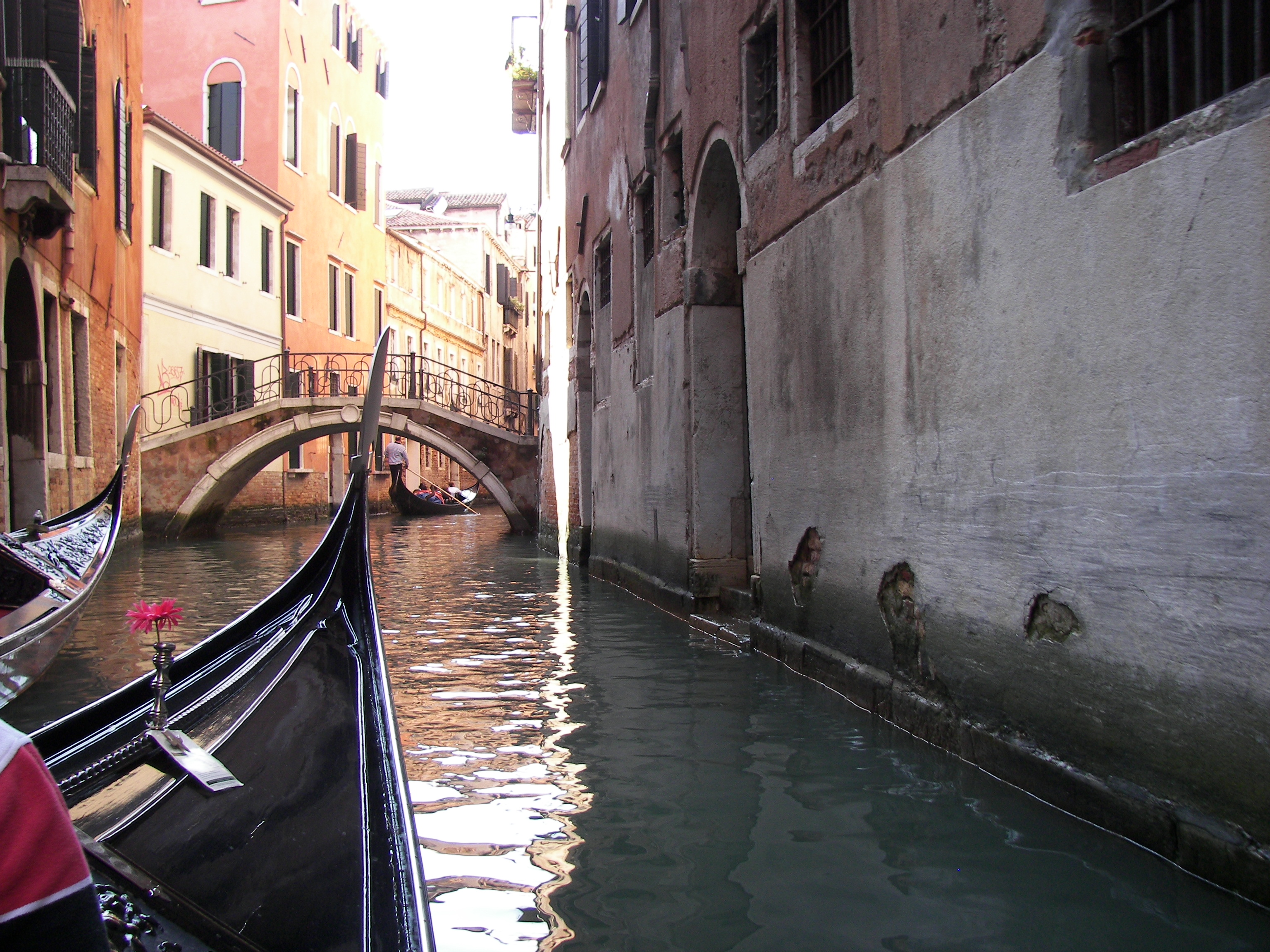
ponte de le Balote